# Lewis D. Collins
Lewis D. Collins, parfois crédité Lewis Collins, est un réalisateur et scénariste américain, né le 12 janvier 1899 à Baltimore (Maryland) et décédé d'une crise cardiaque le 24 août 1954 à Hollywood (Californie).
Il est considéré comme l'un des réalisateurs américains les plus prolifiques, et commença sa carrière de cinéaste au milieu des années 1920.

## Filmographie sélective

### Comme réalisateur
- 1931 : The Law of the Tong (en)

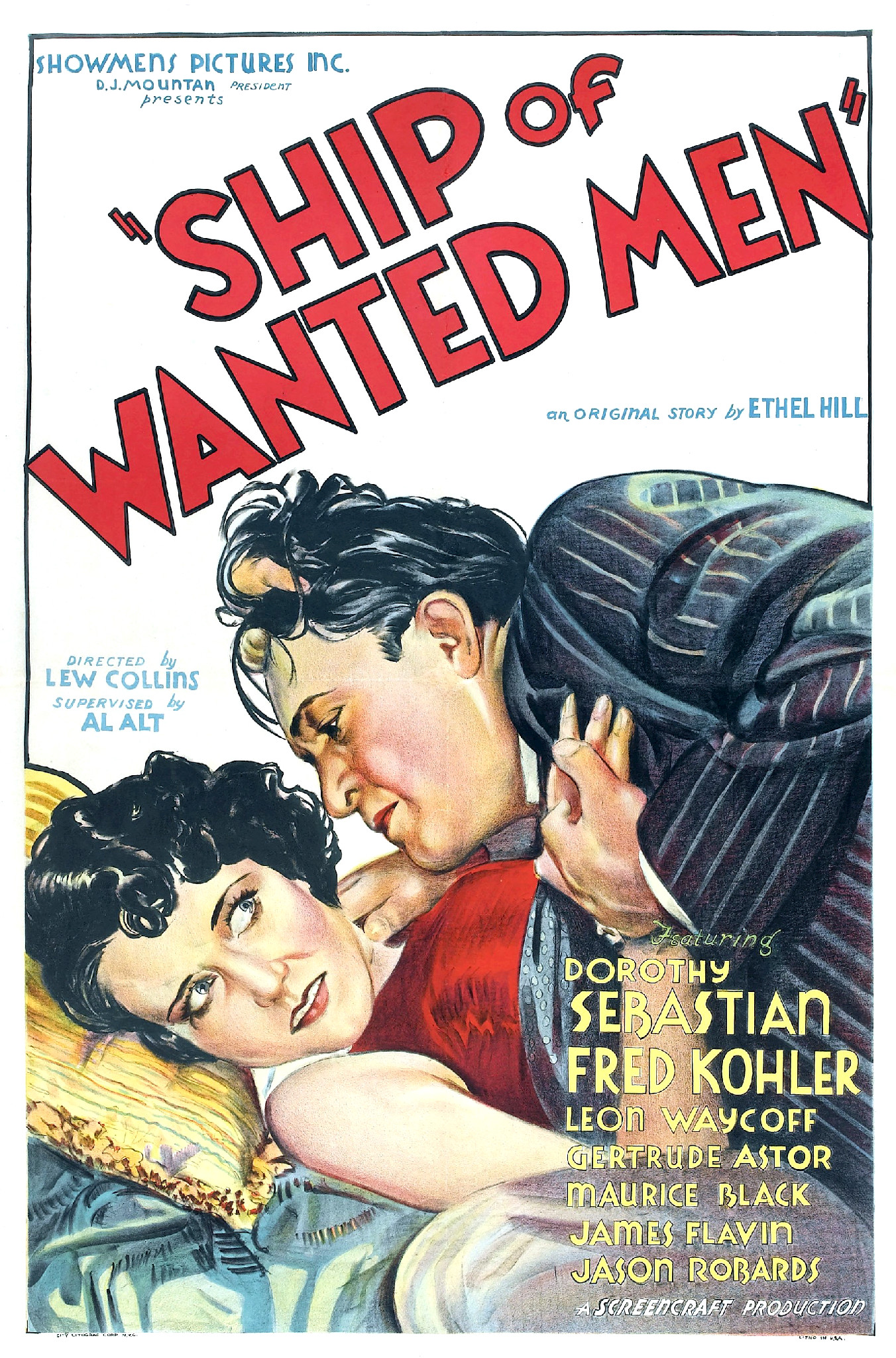
Affiche du film Le Bateau des fugitifs (Ship of Wanted Men - 1933)

- 1933 : Le Bateau des fugitifs (Ship of Wanted Men)
- 1933 : Amour et Sténographie (Public Stenographer'')
- 1934 : Ticket to a Crime
- 1936 : The Leavenworth Case
- 1937 : Le Gardien fidèle (The Mighty Treve)
- 1943 : Les Aventures de quatre élèves pilotes (Adventures of the Flying Cadets)
- 1944 : Les Pillards de la ville fantôme  (Raiders of Ghost City)
- 1946 : Danger Woman
- 1950 : Law of the Panhandle (en)
- 1951 : Le Gang du Texas (Texas Lawmen)
- 1951 : Alerte aux hors la loi (Oklahoma Justice)
- 1953 :  Le Guet-apens fatal (en) (Colorado Ambush)